# Розинг, Борис Львович
Бори́с Льво́вич Ро́зинг (23 апреля [5 мая] 1869, Санкт-Петербург, Российская империя — 20 апреля 1933, Архангельск, СССР) — русский физик, учёный, педагог, изобретатель телевидения, автор первых опытов по телевидению, за которые Русское техническое общество в 1912 г. присудило ему золотую медаль и премию имени К. Г. Сименса. Создал более 120 схем и систем телевизионных устройств.
Основатель Северо-Кавказского политехнического института (ныне Кубанский государственный технологический университет) в городе Екатеринодаре.
В 1931 году репрессирован, умер в ссылке в 1933 году. Полностью реабилитирован в 1957 году на основании отсутствия состава преступления.

## Биография
Борис Львович Розинг родился 23 апреля (5 мая) 1869 года в Санкт-Петербурге. Дворянский род Розингов, к которому он относился, восходил к Петеру Розингу, голландскому мастеру, приглашённому во время правления Петра Великого в Россию. Несколько поколений Розингов служили чиновниками в Перми. В Перми же родился отец — Лев Николаевич. Он был чиновником и, дослужившись до статского советника, вышел в отставку. Мать — Людмила Фёдоровна (дев. Сергеева) — была домохозяйкой, владела тремя иностранными языками.
В 1887 году окончил Санкт-Петербургскую Введенскую гимназию с золотой медалью, в 1891 году — физико-математический факультет Санкт-Петербургского университета с дипломом первой степени. Был оставлен в университете для подготовки к профессорскому званию.
С 1892 года преподавал в Петербургском технологическом институте, с 1895 — в Константиновском артиллерийском училище. Один из инициаторов введения высшего женского образования в России. Был деканом электромеханического факультета открытых в 1906 году Петербургских Женских политехнических курсов, в 1915 году преобразованных в Петроградский Женский политехнический институт.
В 1892 году высказал предположение о существовании внутреннего магнитного поля, обусловливающего самопроизвольную намагниченность ферромагнетиков (молекулярное поле Розинга — Вейса). С 1897 года начал исследования по передаче изображения на расстояние. Для преодоления недостатков механической развёртки Розинг изобрёл первый электронный метод записи и воспроизведения изображения, использовав систему электронной развёртки (построчной передачи) в передающем приборе и электронно-лучевую трубку в приёмном аппарате, то есть, впервые «сформулировал» основной принцип устройства и работы современного телевидения. В июле 1907 года этот факт был официально зафиксирован как русская привилегия, — 25 июля 1907 года учёный подал заявку на «Способ электрической передачи изображений на расстояние». По этой заявке 30 октября 1910 года ему был выдан патент (привилегия, согласно существовавшей тогда терминологии) № 18076.
В 1908 и 1909 годах открытие нового способа приёма изображения в телевидении подтвердили патенты, выданные в Англии и Германии. В 1911 году усовершенствованное Б. Л. Розингом телевизионное приспособление было запатентовано в России, Англии, Германии, США. 9 (22) мая 1911 года Б. Л. Розингу в своей лаборатории добился приёма изображений простейших фигур на сконструированный им кинескоп. Передавалось изображение решётки, помещённой перед объективом передатчика и освещённой проходящим светом. Иногда это указывается как первая в мире телевизионная передача.
К 1917 году имел чин статского советника. После Октябрьской революции зимой 1918 года из-за сложностей в работе институтов уехал к семье в Екатеринодар. Здесь совместно с математиком Н. А. Шапошниковым (основоположником российской бюджетной статистики); кубанским историком, член-корреспондентом Императорской академии наук Ф. А. Щербиной; бывшим начальником Морского инженерного училища, генерал-лейтенантом А. И. Пароменским и кубанским энтузиастом П. В. Мироновым стоял у истоков Кубанского государственного технологического университета (образован 16 июня 1918 года). Это было первое высшее учебное заведение на Северном Кавказе. Розинг стал проректором, затем деканом электромеханического факультета.
В 1920 году Б. Л. Розинг создал в Екатеринодаре физико-математическое общество и стал его председателем. Общество являлось членом русской физической ассоциации, вело активную работу, не прекращавшуюся даже в голодном 1922 году. В Краснодаре Б. Л. Розингом был предложен «упрощённый вывод формулы планиметра Амслера при помощи сравнительно нового в России метода векторального анализа», подготовлены доклады «О физико-философской системе векторальной монологии», «О фотоэлектрическом реле», «Преобразование основных уравнений электромагнитного поля в новую форму». С докладом «Построение теории света и световых квантов на основе общего решения уравнений электромагнитного поля Лоренца» Б. Л. Розинг выезжал на съезд физиков в Нижний Новгород. На Кубани он готовил свой итоговый труд — книгу «Электрическая телескопия (видение на расстоянии). Ближайшие задачи и достижения», которая была опубликована в Петрограде в 1923 году.
В 1922 году Розинг вернулся в Петроград. В 1924 году снова начал преподавать в Петербургском технологическом институте и был приглашён работать в качестве старшего научного сотрудника в Ленинградскую экспериментальную электротехническую лабораторию (ЛЭЭЛ) ВСНХ, где воссоздал и усовершенствовал свою телевизионную систему. Несмотря на то, что в его системе передающее устройство было оптико-механическим, Розинг считал, что будущее за полностью электронными системами.

 На следствии же выяснилось то, что он совсем забыл. Как-то в лаборатории к нему подошёл один из сослуживцев и сказал ему, что кто-то из бывших служащих Константиновского училища находится в очень бедственном положении, и попросил отца пожертвовать сколько-нибудь денег. Папа, который в помощи никогда никому не отказывал, деньги дал и расписался в подписном листе. Так он был обвинён в участии в нелегальной кассе помощи бывшим служащим училища. — Из воспоминаний старшей дочери,
В 1931 году был арестован по «делу академиков» «за финансовую помощь контрреволюционерам» и сослан на три года в рабочий посёлок Лименда (в наше время — часть Котласа). Однако благодаря заступничеству советской и зарубежной научной общественности в декабре 1931 года переведён в Архангельск, где поступил на кафедру физики Архангельского лесотехнического института. Там умер 20 апреля 1933 года в возрасте 63 лет от кровоизлияния в мозг. Похоронен в Архангельске на Вологодском кладбище (могила объявлена объектом культурного наследия).
Президиумом Ленинградского городского суда 15 ноября 1957 года было отменено постановление выездной сессии коллегии ОГПУ на основании отсутствия состава преступления. Б. Л. Розинг был полностью оправдан.

## Память
- В 1964 году, вскоре после выхода брошюры П. К. Горохова «Розинг - основоположник электронного телевидения», ее нашли и прочитали работники Архангельского телецентра. Фотография могилы  на Кузнечевском кладбище была для них ошеломляющей новостью. Телевизионщики отыскали могилу, потом - в Ленинграде - дочь Розинга Лидию Борисовну Твелькмейер и пригласили приехать в Архангельск.
- В 1986 году одной из улиц в Октябрьском округе города Архангельска, неподалеку от места, где в последние годы жил Б.Л. Розинг, было присвоено имя ученого.
- 25 июня 2005 года в Архангельске состоялось перезахоронение останков Б.Л. Розинга в специально созданном мемориальном комплексе на Вологодском (Кузнечевском) кладбище. Причина перезахоронения – аварийное состояние могилы в связи со строительством неподалеку жилых и общественных зданий. Мемориал был создан по инициативе Фонда поддержки и развития телевидения Архангельской области. Скульптор Н.К. Шек. На церемонии присутствовала внучка ученого Инна Нельсон. Все последующие годы сотрудники филиала РТРС «Архангельский ОРТПЦ» поддерживают на мемориале чистоту и порядок. Ежегодно в дни памяти Розинга там проводятся торжественные мероприятия с участием студентов Колледжа телекоммуникаций, сотрудников и ветеранов Архангельского ОРТПЦ.
- В 2007 году на кафедре физики Северного (Арктического) федерального университета - правопреемника Архангельского лесотехнического института - состоялось открытие именной аудитории Б.Л. Розинга.
- 6 мая 2019 года в Центральном музее связи имени А.С. Попова прошли мероприятия, посвященные 150-летию со дня рождения основоположника электронного телевидения Бориса Львовича Розинга. К знаменательному событию была издана почтовая марка и выпущены памятные конверты, которые были торжественно погашены сувенирным штемпелем. Гашение прошло в Санкт-Петербурге и в Архангельске.
- В июле 2020 года Архангельскому колледжу телекоммуникаций (филиалу Санкт-Петербургского университета имени проф. М.А. Бонч-Бруевича присвоено имя Бориса Львовича Розинга.
- Памятник Б. Л. Розингу установлен в Краснодаре перед зданием КубГТУ, на улице Красной, 135. Золотухины Владимир и Серафима — скульпторы. Багин, Виктор — архитектор. Дата открытия 26 сентября 2021 года.[23]
- 30 октября 2021 перед главным входом в Архангельский колледж телекоммуникаций имени Б.Л. Розинга открыли бюст великому изобретателю и ученому. Скульптор – С.Н. Сюхин, архитектор Д.С. Яскорский. Специально для участия в мероприятии из Петербурга приехали потомки Бориса Розинга: правнук Дмитрий Нельсон и праправнучка Наталия Нельсон.
- Мемориальная доска, посвященная Б. Л. Розингу установлена на здании КубГТУ в Краснодаре, расположенном на улице Московской.
- В феврале 2024 года гимназии № 24 г. Архангельска присвоено имя ученого Бориса Розинга.